# Tor Sanguigna
La Tor Sanguigna è una delle torri medievali di Roma. Situata nel rione Ponte a pochi metri da piazza Navona, già nel medioevo il suo toponimo indicava tutta la zona circostante compresa tra l'attuale via Zanardelli, via dei Coronari e la chiesa di Sant'Agostino. Oggi la piazza antistante prende il suo nome dall'antica torre.

## La Torre
Costruita in mattonatura in laterizio e blocchi di tufo, il suo ingresso originale, di cui restano tracce dell'arco, era orientato sull'attuale via Zanardelli, su cui si affacciano quattro finestre, disposte asimmetricamente. Sul lato rivolto verso piazza Navona la torre presenta solo due finestre ai primi due piani. Sotto la merlatura sono visibili gli anelli di pietra che fungevano da appoggio per le travi di legno dalle quali veniva lanciata la pece bollente sugli assalitori. Nel corso del tempo sono andati perduti i graffiti che adornavano la torre, nella quale dovevano essere inclusi anche fregi di preesistenti monumenti romani, come testimonia una piccola testa murata all'altezza del primo piano.

## Storia
Risalente forse alla prima torre edificata dalla famiglia Gemini prima dell'XI secolo, l'attuale torre è quanto resta dell'antica roccaforte della potente famiglia romana dei Sanguigni (di cui fecero parte anche Papa Leone VI e alcuni Conservatori del Campidoglio), che la abitò almeno fino al XV secolo, estinguendosi nel XVIII secolo. Nel medioevo fu teatro di cruenti episodi ed esecuzioni capitali, come quella di Riccardo Sanguigni nel 1406, reo di essersi schierato con i Colonna e fatto perciò decapitare da Paolo Orsini. A seguito di questi cruenti eventi la torre divenne l'emblema della zona, con le storie e le leggende medioevali di violenze, delitti e defenestrazioni a essa collegate. Nel corso del XIX secolo la torre fu completamente inglobata nel contiguo palazzo passando nel 1860 alla famiglia Sagnotti. Oggi, in seguito alla sopraelevazione di un piano del palazzo di cui fa ora parte, dell'antica torre sono visibili solo i due lati esterni.